# Edmonton Rush
O Edmonton Rush foi um clube profissional de box lacrosse, sediado em Edmonton, Canadá. O clube disputou a National Lacrosse League, entre 2006 a 2015.

## História
A franquia foi fundada em 2005 como Edmonton Speed, mas logo mudaram para o nome de "Rush", mesmo sendo uma franquia vencedora, foram realocado em 2015, para Saskatchewan Rush, advindo de um novo clube em Edmonton, o Edmonton Sun .